# Бус (комуна)
Вижте пояснителната страница за други значения на Бус.
Бус (на люксембургски: Bus) е община в Люксембург, окръг Гревенмахер, кантон Ремих.
Има обща площ от 15,43 км². Населението ѝ е 1292 души през 2009 година.

## Състав
Общината се състои от 4 села:
- Ассел (Aassel)
- Бус (Bus)
- (Ierpeldeng)
- (Rolleng)